# Ронгеллен
Ронгеллен (нем. Rongellen) — коммуна в Швейцарии, в кантоне Граубюнден. 
Входит в состав округа Хинтеррайн. Население коммуны составляет 57 человек (на 31 декабря 2013 года). Большинство жителей коммуны немецкоговорящие. Официальный код  —  3711.